# Valeria Barón
Valeria Barón (* 2. März 1995) ist eine argentinische Sprinterin und Hürdenläuferin, die sich auf die 400-Meter-Distanz spezialisiert hat.

## Sportliche Laufbahn
Erste internationale Meisterschaftserfahrungen sammelte Valeria Barón im Jahr 2012, als sie bei den Jugendsüdamerikameisterschaften in Mendoza in 24,94 s die Bronzemedaille im 200-Meter-Lauf gewann und über 100 m Hürden in 15,34 s den achten Platz belegte. Zudem gewann sie in 2:13,95 min die Silbermedaille mit der argentinischen Sprintstaffel (1000 m). Im Jahr darauf belegte sie bei den Juniorensüdamerikameisterschaften in Resistencia in 24,48 s den sechsten Platz über 200 m und erreichte im 400-Meter-Lauf nach 57,17 s Rang fünf. Zudem sicherte sie sich in 46,64 s die Bronzemedaille in der 4-mal-100-Meter-Staffel. 2014 schied sie bei den Juniorenweltmeisterschaften in Eugene mit 25,15 s in der ersten Runde aus und erreichte anschließend bei den U23-Südamerikameisterschaften in Montevideo mit 24,78 s Rang sieben, während sie in 57,87 s in der Vorrunde über 400 m ausschied. 2015 startete sie mit der 4-mal-400-Meter-Staffel bei den Südamerikameisterschaften in Lima und klassierte sich dort mit 3:41,01 min auf dem vierten Platz. 2017 kam sie bei den Südamerikameisterschaften in Luque mit 62,86 s nicht über den Vorlauf über 400 m Hürden hinaus und wurde mit der 4-mal-400-Meter-Staffel in 3:40,56 min erneut Vierte. Im Jahr darauf nahm sie an den Südamerikaspielen in Cochabamba teil und belegte dort in 61,23 s den vierten Platz über 400 m Hürden und gewann in 3:35,96 min gemeinsam mit María Diogo, Noelia Martínez und Fiorella Chiappe die Bronzemedaille im Staffelbewerb hinter den Teams aus Kolumbien und Chile und stellte damit einen neuen argentinischen Landesrekord auf. Anschließend erreichte sie bei den Ibero-Amerikanischen Meisterschaften in Trujillo in 59,69 s Rang sechs im Hürdenlauf und gewann mit der Staffel in 3:36,99 min die Silbermedaille hinter dem portugiesischen Team.
2019 klassierte sie sich bei den Südamerikameisterschaften in Lima mit 62,90 s auf dem achten Platz im Hürdenlauf und gewann in 3:36,76 min gemeinsam mit María Diogo, Fiorella Chiappe und Noelia Martínez die Bronzemedaille hinter den Teams aus Kolumbien und Brasilien. Anschließend startete sie mit der Staffel bei den Panamerikanischen Spielen ebendort und wurde dort in 3:41,39 min Achte. 
2014 wurde Barón argentinische Meisterin im 200- und 400-Meter-Lauf sowie in den Jahren 2016 und 2021 über 400 m Hürden.

## Persönliche Bestleistungen
- 200 Meter: 24,38 s (+1,3 m/s), 22. Juni 2014 in Rosario
- 400 Meter: 55,04 s, 6. April 2019 in Santiago de Chile
- 400 m Hürden: 59,69 s, 25. August 2018 in Trujillo